# Chiesetta di San Marco
La chiesetta di San Marco, collocata accanto al Sedile, nel centro di Lecce, risale al XVI secolo.

## Storia
La chiesa fu costruita nel 1543 per volere della fiorente colonia di veneziani residente nella città e per questo intitolata a San Marco.
Fino ai primi decenni del XIX secolo era inserita all'interno del tessuto abitativo, il quartiere dei veneziani, e nei suoi pressi correvano anticamente le Logge dei mercanti e la sede del Consolato veneziano. I veneziani, desiderosi di avere una chiesa per celebrare i propri uffici religiosi espressero tale necessità al vescovo di Lecce G. B. Castromediano che donò loro la cappella di San Giorgio, sita nell'area centrale della Piazza dei Mercanti (oggi Piazza Sant'Oronzo). Essi dettero allora l'incarico di trasformare la vecchia struttura al più celebre architetto attivo in città, Gabriele Riccardi.

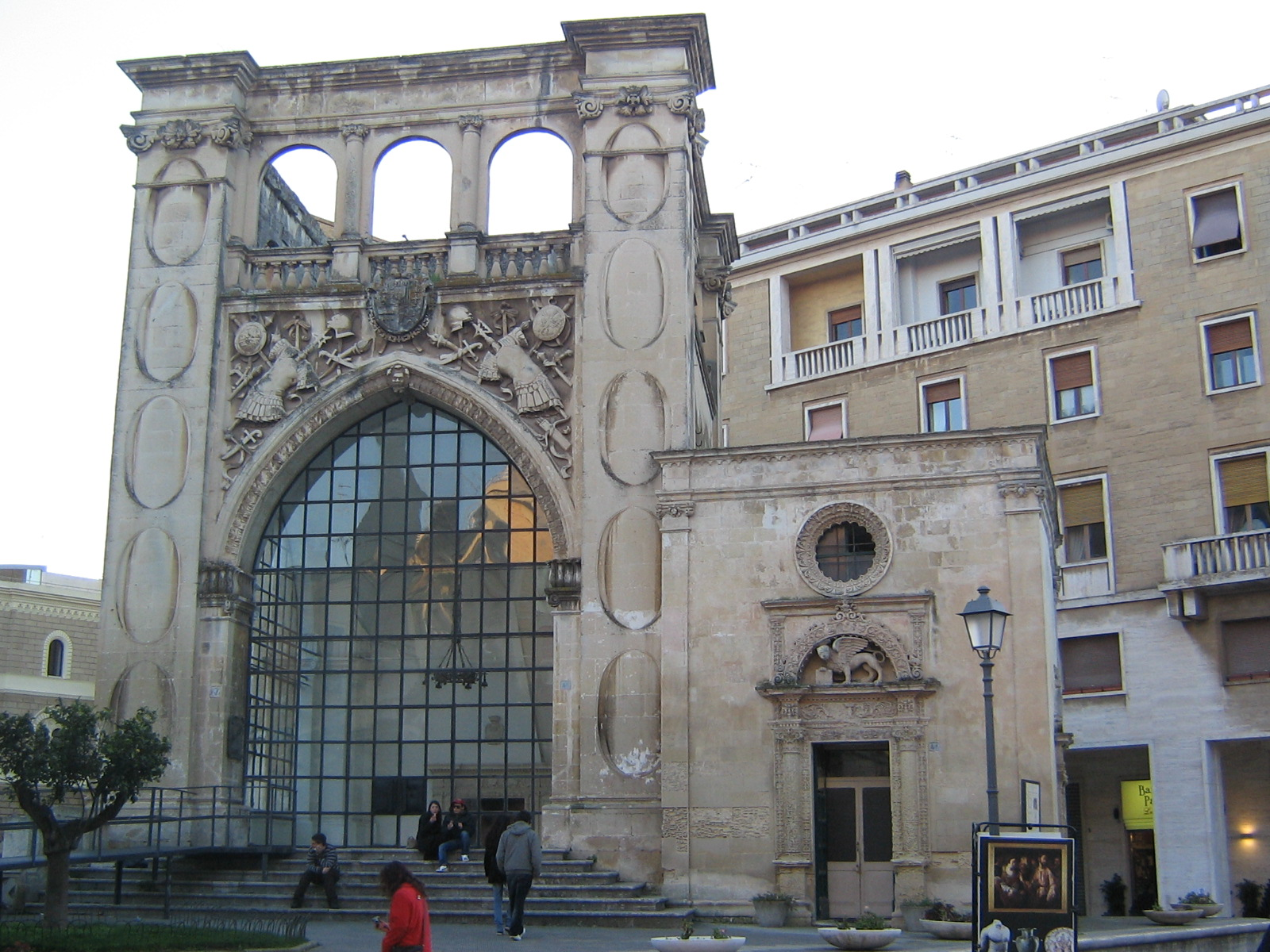
Chiesa di San Marco e Sedile

## Descrizione

### Esterno
A Gabriele Riccardi si riconducono si il semplice schema geometrico della facciata di stampo tardo-rinascimentale, un unico blocco cubico che concentra tutta la sua ricchezza ornamentale nell'asse centrale portale-rosone, sia gli elaborati fregi scultorei in pietra leccese che connotano i portali e richiamano da vicino analoghi elementi ornamentali presenti nella parte inferiore della facciata della Basilica di Santa Croce. 
Il portale centrale è decorato da un motivo a candelabri e da intrecci viminei. Completa la decorazione del prospetto principale il Leone alato con il Libro, simbolo dell'evangelista Marco.
Proseguendo a destra della chiesa si trova, inoltre, il portale laterale reso interessante dai raffinatissimi motivi decorativi di sapore ancora rinascimentale ma chiaramente inclini al nuovo gusto adriatico.

### Interno
L'interno si articola in un solo vano caratterizzato da una volta a botte lunettata decorata da vigorosi motivi floreali e ghirlande: un tempo doveva esserci anche un altare con un ricco paliotto in pietra con statue, oggi perduto.